# (21121) 1992 WV
1992 دابليو في (ويعرف أيضًا باسم (21121) 1992 دابليو في وفق تسمية الكوكب الصغير) (بالإنجليزية: 1992 WV)‏ هو كويكب ضمن حزام الكويكبات؛ وترتيبه 21121 من حيث الاكتشاف.
اكتُشف هذا الجُرم الفلكي بواسطة Kin Endate ‏ في 16 نوفمبر 1992.

## وصلات خارجية
- (21121) 1992 WV في قاعدة بيانات مختبر الدفع النفاث لأجرام النظام الشمسي الصغيرة

- الاكتشاف · مخطط المدار ·  العناصر المدارية · المعلمات المادية

- (21121) 1992 WV على موقع ويكي سكاي: DSS2, SDSS, GALEX, IRAS, Hydrogen α, X-Ray, Astrophoto, Sky Map, Articles and images